# Schlittenfang

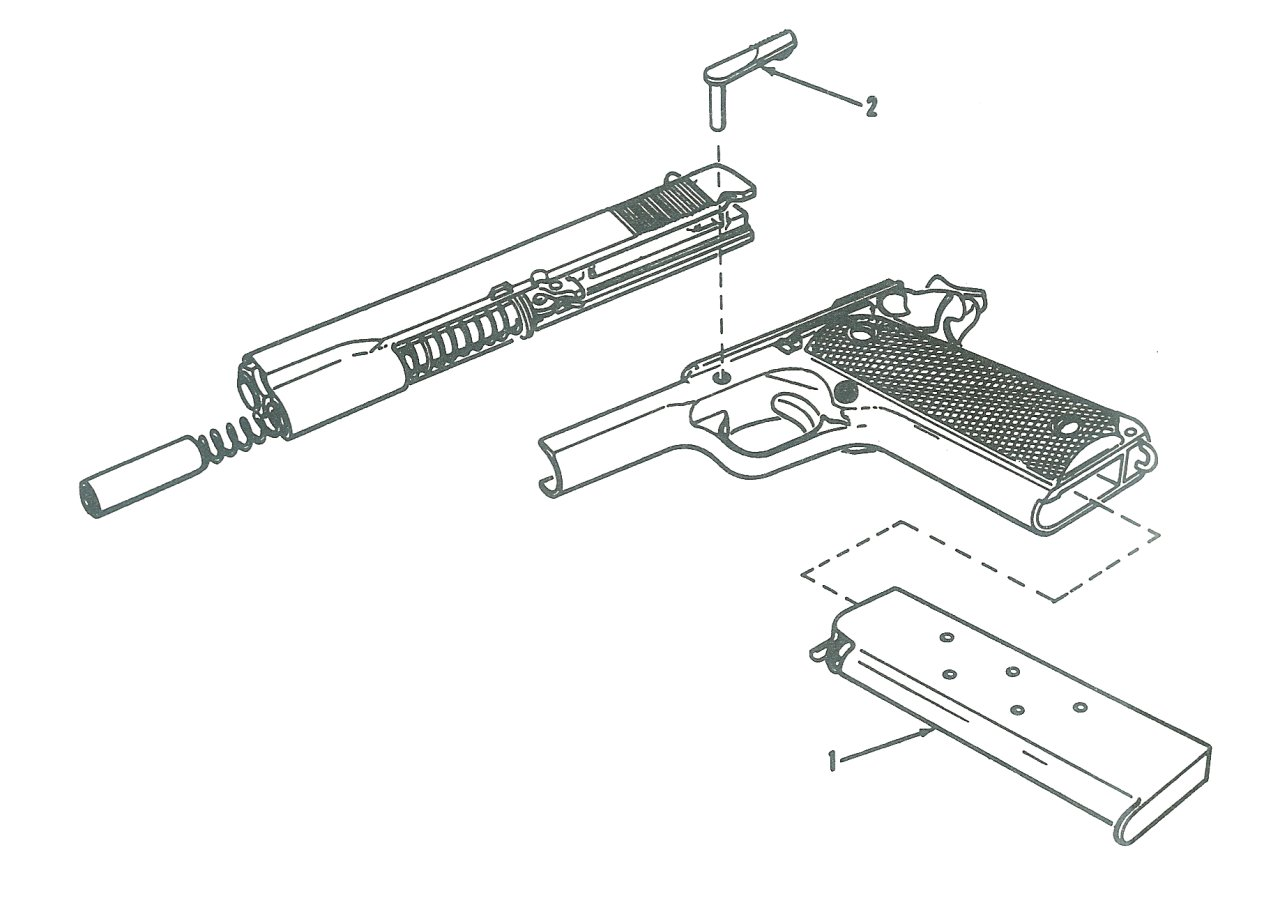
Schlittenfanghebel (2) des Browning Systems 1911 an der Explosionszeichnung einer Pistol cal .45, M1911A1.

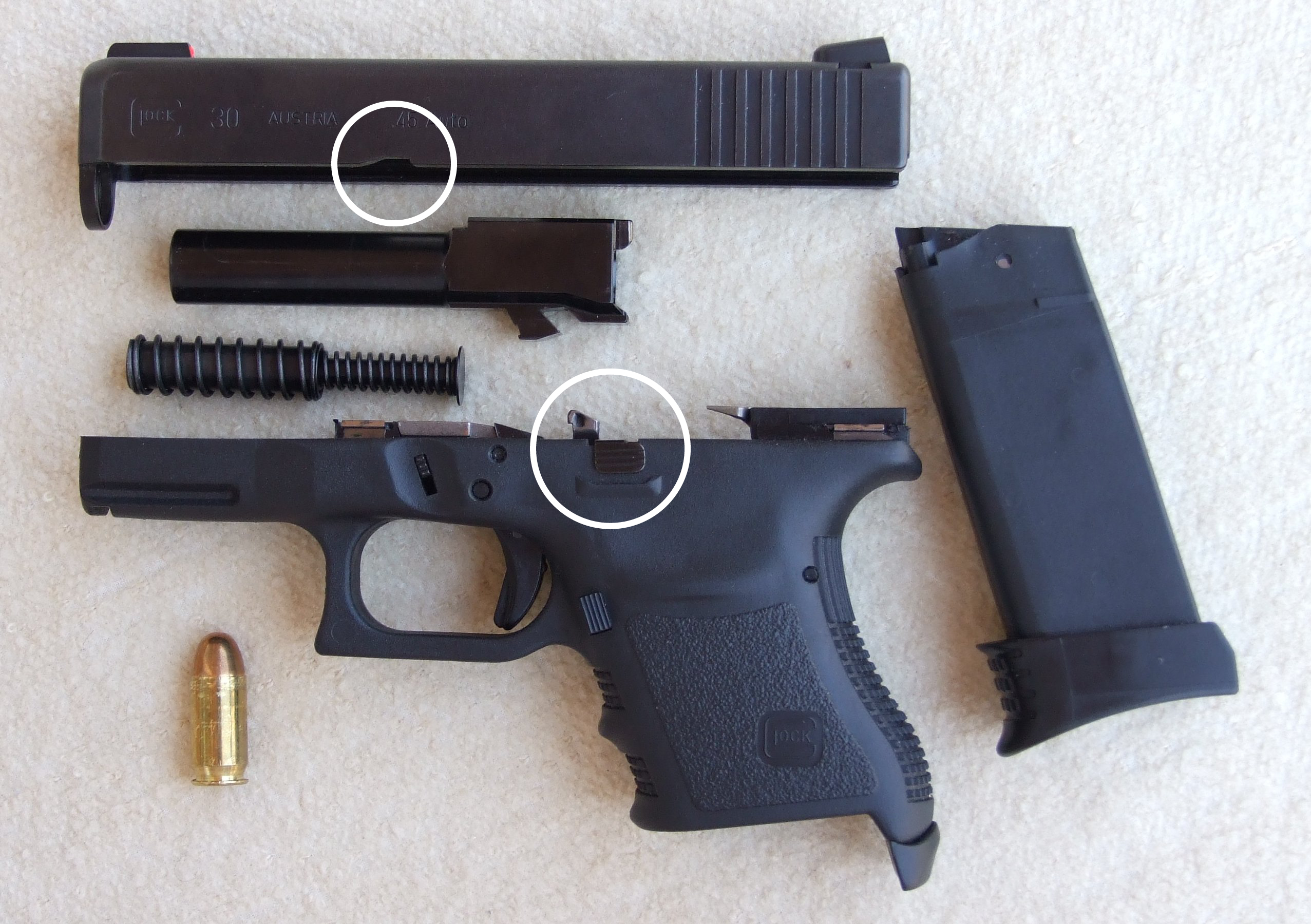
Schlittenfanghebel (großer Kreis) und die dazu passende Aussparung (kleiner Kreis) einer Glock 30

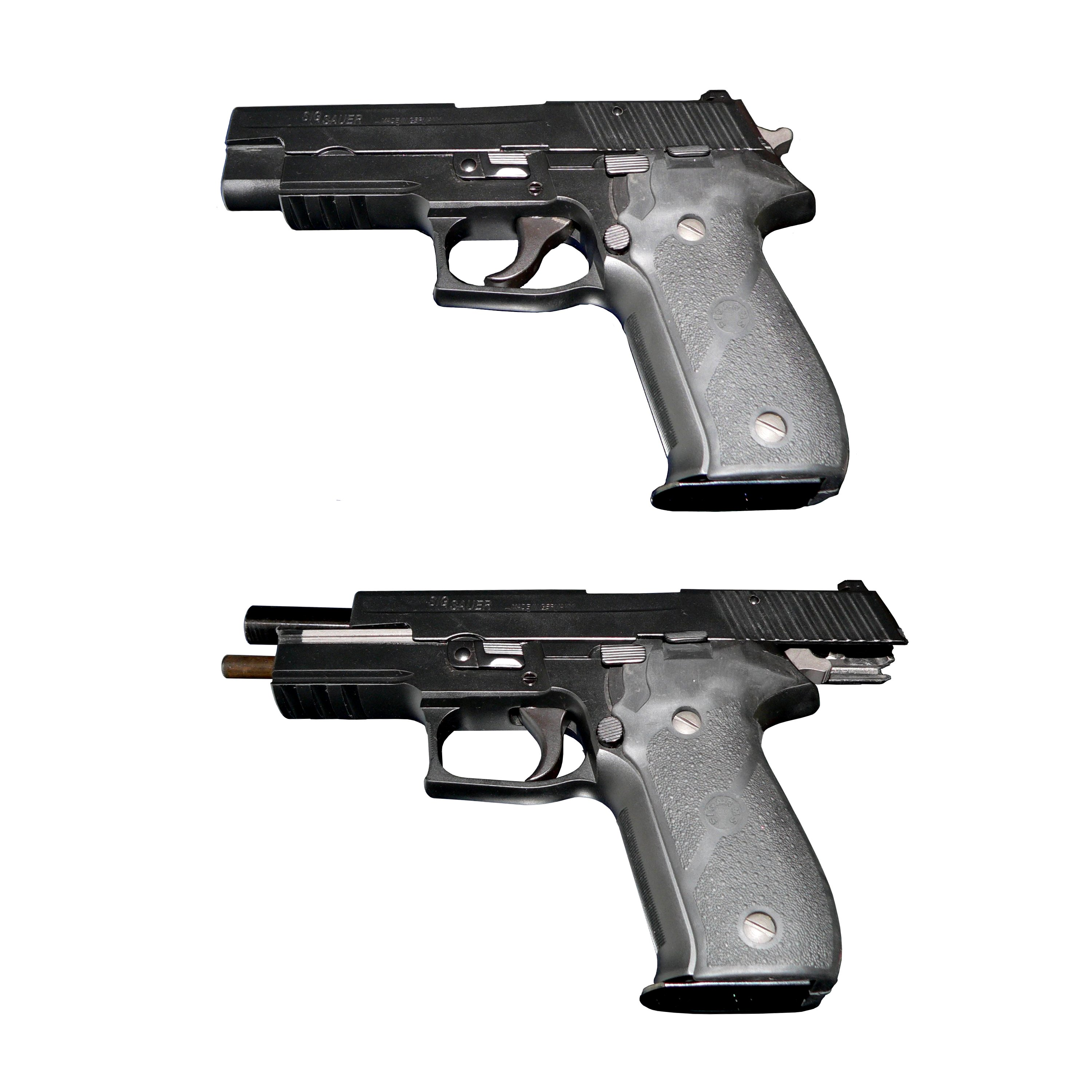
SIG Sauer P226 mit geschlossenem (oben) und offenem (unten) Verschluss

Der Schlittenfang ist ein Teil der Pistole. Er fängt, sofern vorhanden, den oberen, beweglichen Teil der Pistole, den Schlitten (Verschluss), nach dem Spannen der Waffe, im Vorlauf auf, wenn das Magazin der Pistole leer ist. Dadurch wird bei normaler Funktion der Waffe der entladene Zustand angezeigt.
Bei halb- und vollautomatischen Langwaffen wird diese Einrichtung als Verschlussfang bezeichnet.

## Funktionsweise
Es werden grundsätzlich zwei Varianten des Schlittenfangs unterschieden.
1. Schlittenfang am Magazin-Zubringer
2. Schlittenfang am Schlittenfanghebel

Die einfachere Konstruktion ist der Schlittenfang am Magazin-Zubringer. Dieses Konstruktionsprinzip wird häufig bei älteren Pistolenmodellen oder kleinkalibrigen Waffen verwendet. Nach dem Rücklauf des Schlittens und dem Spannen der Pistole läuft der Schlitten mit einer Nase oder dem Schlagboden des Verschlusses auf einer entsprechenden rückwärtigen Fläche des Magazin-Zubringers auf. Der Schlitten wird in der geöffneten Position des Verschlusses festgehalten. Wird das Magazin entfernt, schnellt der Schlitten durch den Druck der Verschlussfeder weiter nach vorn und der Verschluss wird geschlossen. Zum anschließenden Laden der Pistole ist es erforderlich, nach dem Einführen des Magazins die Waffe mit der Durchladebewegung (nach hinten Ziehen des Schlittens und Loslassen in der hinteren Position) schussbereit zu machen. Fehlfunktionen des Schlittenfangs am Magazin-Zubringer sind häufig bei der Verwendung älterer, viel verwendeter Magazine, durch Abnutzung und nachlassende Magazinfederspannung zu beobachten.

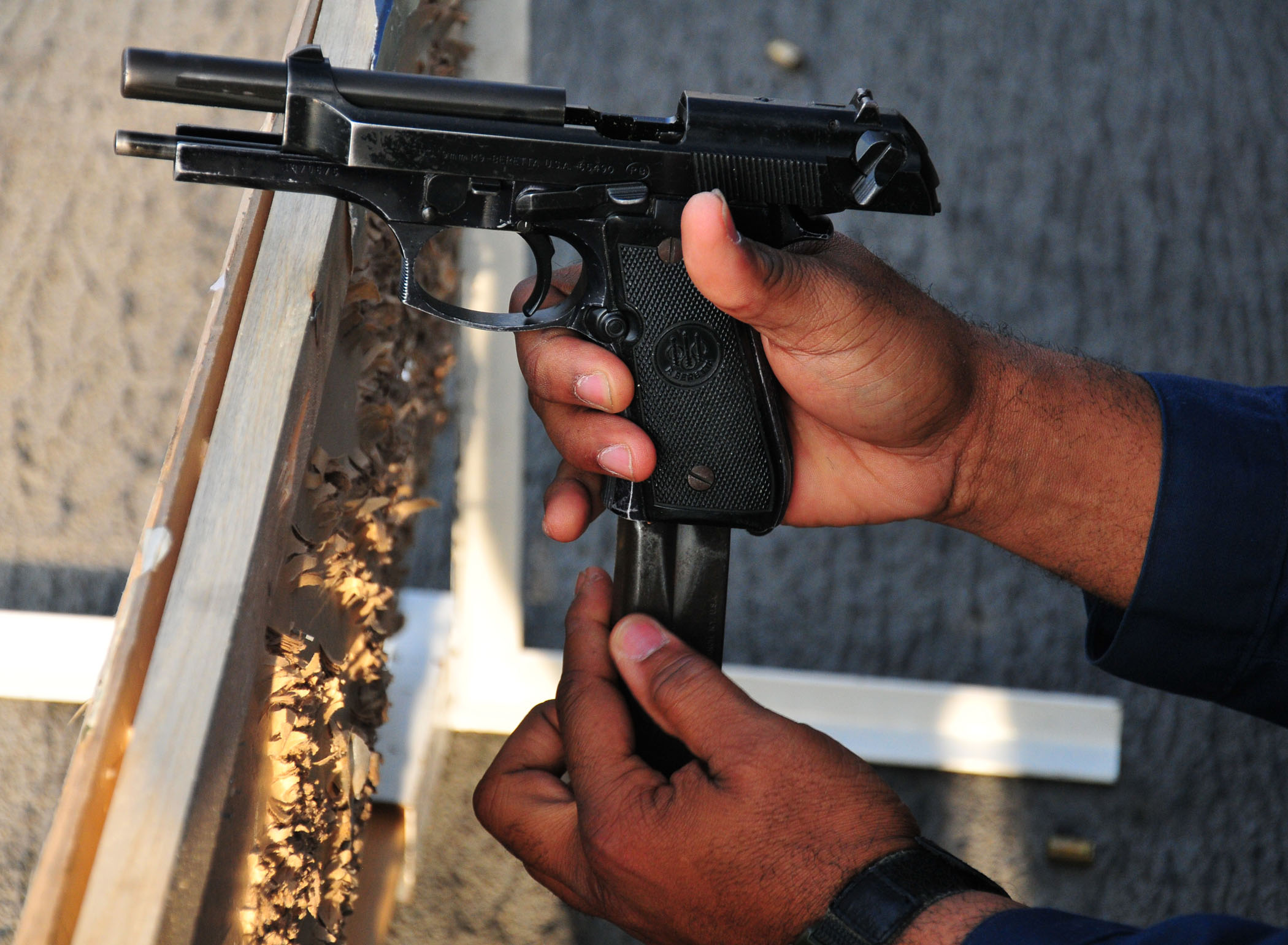
Beretta 92 mit offenem Verschluss während des Magazinwechsels. Nach dem Wechsel wird der Schlittenfanghebel (links neben dem rechten Daumen) betätigt.

Etwas aufwendiger ist die Konstruktion des Schlittenfangs am Schlittenfanghebel. Der Schlittenfanghebel ist konstruktiv meist noch Teil der Verriegelungssteuerung des Verschlusses. Diese Variante findet sich bei weitgehend allen modernen, aber vor allem großkalibrigen Pistolen. Nach dem Rücklauf des Schlittens und dem Spannen der Pistole läuft der Schlitten mit einer Raste (Ausfräsung) auf eine nach oben gestellte Nase des Schlittenfanghebels auf. Der Schlittenfanghebel wird bei leerem Magazin durch eine entsprechende Fläche am Magazin-Zubringer in die obere Position gedrückt. Bei dieser Konstruktion kann das Magazin ohne eine Veränderung am Verschluss entfernt werden. Der Schlitten wird durch den arretierten Schlittenfanghebel in seiner Position festgehalten. Um die Pistole schussbereit zu machen, wird das volle Magazin eingeführt und der Schlittenfanghebel betätigt, um die Arretierung zu lösen. Der Schlitten schnellt nach vorn, lädt und verschließt die Waffe. Diese Art eine Pistole schussbereit zu machen gilt als die funktionssicherste.

## Sicherheitshinweis

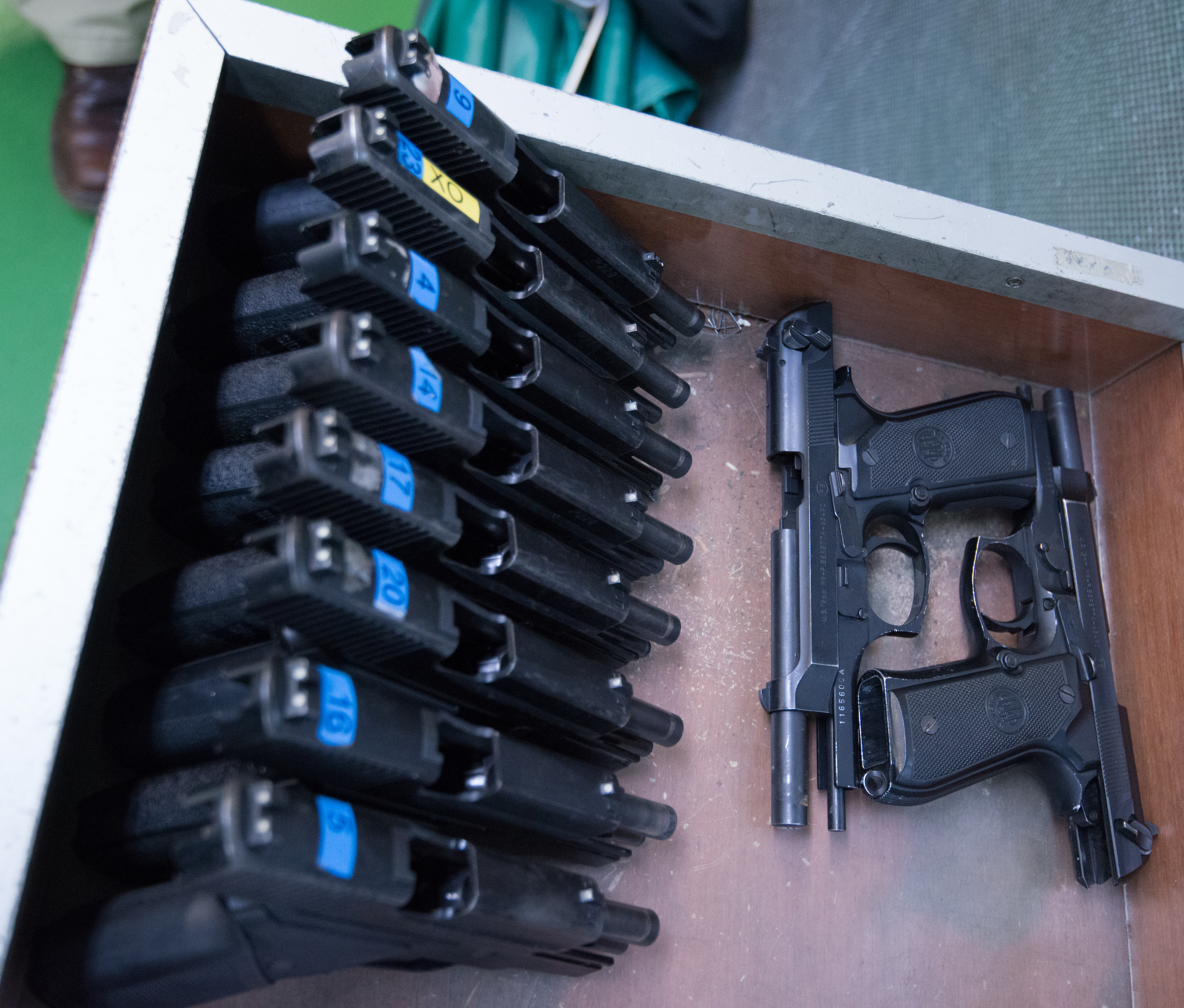
Durch den offenen Verschluss ist der Ladezustustand leicht erkennbar.

Nur der Schlittenfang am Schlittenfanghebel gewährleistet das sichere Ablegen der Pistole im Zustand „gesichert, entladen, mit offenem Verschluss“. Die Pistole ist in diesem Zustand durch manuell oder automatisch wirkende Sicherungen gesichert, das Magazin ist entfernt und das Patronenlager geleert, der Verschluss befindet sich in geöffneter Position. Die Pistole ist mit dem Auswurffenster nach oben abgelegt. Sicherheitspersonal oder der Schütze selbst sind in der Lage, den Zustand der Waffe mit einem Blick festzustellen.